# AGF Fodbold (femminile)
L'AGF Fodbold, citato anche come AGF Kvindefodbold ApS o più semplicemente AGF, è una squadra di calcio femminile danese con sede ad Aarhus, città sulla costa orientale della penisola dello Jutland.
Iscritta dalla stagione 2020-2021 alla Elitedivisionen, il livello di vertice del campionato danese femminile di calcio, la squadra venne fondato nel marzo 2020 per iniziativa di tre club, VSK Aarhus, IF Lyseng e AGF Fodbold, che hanno unito le forze allo scopo di poter schierare una squadra femminile competitiva agli alti livelli del campionato nazionale. A tale scopo è stata costituita una società a responsabilità limitata, la "AGF Kvindefodbold ApS", della quale AGF A/S possiede l'80% delle quote mentre VSK Aarhus e IF Lyseng ne possiedono ciascuno il 10%.
Pur non essendo direttamente la sezione femminile del club, la squadra, che ha come sponsor principale l'istituto di credito Arbejdernes Landsbank, gioca con nome e tenute di gioco dell'AGF maschile, si allena gioca le partite interne al Vejlby Stadion, mentre la squadra U18 DM avrà il Lyseng Stadion come base permanente.

## Organico

### Rosa 2020-2021
Rosa, ruoli e numeri di maglia come da sito ufficiale, aggiornati al 5 agosto 2020
| N. |                      | Ruolo | Calciatrice           |
| -- | -------------------- | ----- | --------------------- |
| 1  | Danimarca (bandiera) | P     | Katrine Svane         |
| 4  | Danimarca (bandiera) | D     | Sofie Vendelbo        |
| 5  | Danimarca (bandiera) | A     | Emilie Rhode          |
| 6  | Australia (bandiera) | D     | Hannah Bacon          |
| 7  | Danimarca (bandiera) | C     | Cecilie Johansen      |
| 8  | Danimarca (bandiera) | A     | Sofie Bloch Jørgensen |
| 9  | Danimarca (bandiera) | C     | Mathilde Kruse        |
| 10 | Danimarca (bandiera) | D     | Christina Beck        |
| 11 | Danimarca (bandiera) | C     | Maria Herdel          |
| 12 | Danimarca (bandiera) | D     | Sofia Kamp            |

| N. |                      | Ruolo | Calciatrice               |
| -- | -------------------- | ----- | ------------------------- |
| 15 | Danimarca (bandiera) | C     | Lea Bjerregrav            |
| 16 | Danimarca (bandiera) | C     | Helena Pedersen           |
| 17 | Danimarca (bandiera) | C     | Kathrine Spanner          |
| 18 | Danimarca (bandiera) | C     | Maria Denius              |
| 19 | Danimarca (bandiera) | D     | Sofie Obel                |
| 20 | Danimarca (bandiera) | P     | Emma Bay                  |
| 21 | Danimarca (bandiera) | C     | Mathilde Søjberg          |
| 23 | Danimarca (bandiera) | D     | Christina Ravn (capitano) |
| 24 | Danimarca (bandiera) | C     | Freja Storm               |